# サイード・ムスタファ・カゼミ
サイード・ムスタファ・カゼミ（ペルシア語: سید مصطفی کاظمی、英語：Seyyed Mustafa Kazemi、1959年 - 2007年11月6日）は、アフガニスタンの政治家、ムジャーヒディーン、ハザーラ人。野党「アフガニスタン国民戦線」の政治委員会委員長。サイイド・ムスタファ・カーゼミー、サイエド・モスタファ・カーゼミー、サイイド・ムスタファー・カーズミーとも表記される。

## 経歴
長期間、イランに居住。アブドゥルアリー・マザーリーとムハンマド・アクバリーが率いるアフガニスタン・イスラム統一党の指導者の1人で、ソ連軍と戦った。
アフガニスタン内戦時は、ターリバーンと敵対し、アフマド・シャー・マスードが率いる北部同盟に加わった。
2001年～2002年、暫定政権の貿易相。その後、下院議員に当選し、経済問題委員会の委員長を務めた。
2007年3月、穏健派野党連合「アフガニスタン国民戦線」（代表：ブルハーヌッディーン・ラッバーニー）の臨時組織委員会を率い、後に戦線の政治委員会委員長、報道官となった。
2007年11月6日、自爆テロによりバグラームで暗殺。